# Hemicopha
Hemicopha är ett släkte av fjärilar. Hemicopha ingår i familjen mätare.
Kladogram enligt Catalogue of Life:
| Hemicopha | \| \| Hemicopha praefulvata \| \| \| \| \| \| Hemicopha xanthomelaena \| \| \| \| |
|           | \| \| Hemicopha praefulvata \| \| \| \| \| \| Hemicopha xanthomelaena \| \| \| \| |
|           | Hemicopha praefulvata                                                             |
|           |                                                                                   |
|           | Hemicopha xanthomelaena                                                           |
|           |                                                                                   |